# Dorysarthrus mobilicornis
Dorysarthrus mobilicornis är en insektsart som beskrevs av Puton 1895. Dorysarthrus mobilicornis ingår i släktet Dorysarthrus och familjen Dictyopharidae. Inga underarter finns listade i Catalogue of Life.